# Antônio de Brabante
Antônio de Borgonha (em francês: Antoine de Bourgogne; Agosto de 1384 – 25 de outubro de 1415, na batalha de Agincourt) foi Duque de Brabante, Lotária, Limburgo e Conde de Rethel.
Era o filho de Filipe II, Duque da Borgonha e de Margarida III de Flandres, e irmão de João sem Medo. Foi o primeiro governante de Brabante da Casa de Valois.
Casou-se em Arras em 21 de fevereiro de 1402 com Jeanne de St. Pol (falecida em 1406), filha de Waleran III de Luxemburgo, Conde de Ligne e Saint-Pol (ver Príncipe de Ligne). Tiveram dois filhos:
- Jan IV de Brabante (1403–1427), Duque de Brabante;
- Filipe de St. Pol (1404–1430), Duque de Brabante.

Casou-se em segundas núpcias em Bruxelas, a 16 de julho de 1409, com Isabel de Görlitz, duquesa de Luxemburgo (novembro de 1390  – 8 de agosto de 1451), filha de João, Duque de Görlitz. Tiveram dois filhos:
- William (2 de junho de 1410 – Bruxelas, 10 de julho de 1410);
- desconhecido (1412).

Teve, também, duas filhas ilegítimas:
- Joana, casada com Filipe de Viena;
- Ana, casada em 1440 com Pierre de Peralta, conde de Santisteban.

Seu pai lhe entregou Rethel de presente em 1393, o qual ele repassou a seu irmão, Filipe, em 1406, quando herdou Brabante, Limburgo e Antuérpia, à morte de sua tia-avó Joana de Brabante. Quando das lutas entre Luís de Orleans e João sem Medo, apoiou este último, seu irmão, e interveio várias vezes como negociador.
Chegou tarde à Batalha de Agincourt e, em sua avidez para alcançar o campo de batalha, vestiu-se com uma armadura improvisada e um sobrecasaco feito da bandeira de um trombeteiro. Lutou bravamente, mas foi capturado. Morreu no massacre dos prisoneiros, ordenado por Henrique V da Inglaterra, uma vez que o inglês não tinha conhecimento de sua estatura social e tampouco de seu valor como refém. O massacre foi levado a cabo porque as forças inglesas sofriam pressões por estarem sobrecarregadas, tendo de cuidar de prisioneiros e, ao mesmo tempo, lutar na guerra. Um contra-ataque (ou alarme falso) deve ter levado Rei Henrique à decisão, e alguns cronistas escreveram que o Duque de Brabante era o responsável pelo mesmo, o que corrobora com sua história cavaleiresca e trágica.